# Polusloženica
Polusloženica, riječ nastala združivanjem dviju imenica od kojih prva atributivno određuje drugu, ne sklanja se, a obje zadržavaju svoj naglasak i piše se sa spojnicom, npr. blok-dijagram, remek-djelo, žena-mačka, žena-zmija, lovor-vijenac, rak-rana, spomen-ploča, čovjek-šišmiš, čovjek-žaba.
Polusloženice koje pripadaju promjenjivim vrstama riječi mijenjaju samo posljednji sastavni dio (npr. N jd. biser-grana, G jd. biser-grane).